# Crypturellus ptaritepui
A Crypturellus ptaritepui a madarak osztályának tinamualakúak (Tinamiformes) rendjébe, ezen belül a tinamufélék (Tinamidae) családjába tartozó faj.

## Rendszerezése
A fajt John Todd Zimmer és William Henry Phelps írták le 1945-ben.

## Előfordulása
Csak Venezuela területén honos. Természetes élőhelyei a szubtrópusi és trópusi hegyi esőerdők. Állandó, nem vonuló faj.

## Megjelenése
Testhossza 30 centiméter.

## Természetvédelmi helyzete
Az elterjedési területe ugyan kicsi, egyedszáma viszont stabil. A Természetvédelmi Világszövetség Vörös listáján nem fenyegetett fajként szerepel.